# ایروینگ سزار
ایروینگ سزار (انگلیسی: Irving Caesar؛ ‏ ۴ ژوئیهٔ ۱۸۹۵ – ۱۸ دسامبر ۱۹۹۶) موسیقی‌دان، آهنگساز و ترانه‌سرای اهل ایالات متحده آمریکا بود.
از فیلم‌هایی که وی در آن‌ها نقش داشته‌است، می‌توان به شوگرل اشاره نمود.
نام وی در سال ۱۹۷۲ در فهرست تالار مشاهیر ترانه‌سرایی قرار گرفت.